# Mesochorus taiwanensis
Mesochorus taiwanensis là một loài tò vò trong họ Ichneumonidae.